# Rännö
Rännö är en by väster om Matfors, Sundsvalls kommun, Västernorrlands län, och omfattar knappt 100 hushåll.

## Historia
Det fanns bebyggelse i trakten redan under tidig järnålder, men den äldsta dokumentationen om gårdar i Rännö är från 1500-talet.